# Linda Mirabal
Linda Mirabal Jean-Claude (Haiti, 9 de janeiro de 1949) é uma cantora lírica e atriz cubana de origem haitiana.

## Biografia
Sua mãe, Martha Jean-Claude, haitiana de nascimento, foi uma cantora símbolo da resistência contra a ocupação estadunidense do Haiti primeiro e o regime dos Duvalier (François e Jean-Claude Duvalier) depois. Casada com um jornalista cubano, se estabeleceu neste país nos anos 1950. Linda Mirabal foi criada em um ambiente marcado pela música e pela interpretação. Se formou no Conservatório Amadeo Roldán — com aulas de canto lírico com Zoila Gálvez — e no Instituto Superior de Arte.
Seu início no teatro foi no Teatro Nacional de Guiñol de Cuba como marionetista. Passou por diferentes grupos teatrais para chegar em 1982 no Teatro Lírico Nacional, onde participou da representação de diversas obras no Gran Teatro de La Habana como A Viúva Alegre (opereta de Franz Lehár), A Lenda do Beijo (zarzuela de Reveriano Soutullo e Juan Vert), ou Aida (ópera de Giuseppe Verdi), entre muitas outras. Desde os anos 1990 desenvolve a maior parte da sua atividade lírica na Espanha, onde trabalhou pela primeira vez no Grande Teatro do Liceu em 1988 para regressar na temporada de 1999 com um papel em Parsifal, sob a direção de Antoni Ros-Marbà. Também esteve presente no Teatro Real de Madrid na temporada 2002–03 com A Valquíria (Wagner), assim como no Palácio das Artes Rainha Sofia de Valência, no Teatro Campoamor de Oviedo e no Teatro Calderón de Valladolid, percorrendo praticamente todo o país. Junto com Placido Domingo, Ainhoa Arteta e o diretor, Miguel Roa, gravou na Espanha Doña Francisquita para a Sony.
Ao longo da sua carreira interpretou seu amplo repertório em diversos países europeus além da Espanha, como França, Itália, Portugal e Suíça (Grande Teatro de Genebra), e também no México (Festival de Canto do Centro Histórico da Cidade do México) e Japão, neste último com uns recitais junto com Placido Domingo.